# Coffea liaudii
Coffea liaudii là một loài thực vật có hoa trong họ Thiến thảo. Loài này được J.-F.Leroy ex A.P.Davis mô tả khoa học đầu tiên năm 2000.